# Neivamyrmex pertii
Neivamyrmex pertii är en myrart som först beskrevs av William Edward Shuckard 1840.  Neivamyrmex pertii ingår i släktet Neivamyrmex och familjen myror. Inga underarter finns listade i Catalogue of Life.